# 2C-B
La 4-bromo-2,5-dimetoxifeniletilamina (2C-B), también conocida como nexus, bromo-mescalina, tusibí o tusi es una feniletilamina psicodélica de la familia 2C, que describe la presencia de dos carbonos entre el grupo amino y el anillo de benceno en la estructura química (de la misma familia a la cual pertenecen la MDMA, MDA y el resto de anfetaminas), cuyo fármaco prototípico psicodélico es la mescalina. Pese a su similitud nominal, no debe confundirse con las mezclas de sustancias conocidas como tusi o «cocaína rosa», contienen mayormente cocaína, mezclada con éxtasis. 
Fue sintetizado y consumida por primera vez en 1974 por Alexander Shulgin, siendo usado en sus inicios en el área de la psiquiatría, posteriormente masificándose su uso de forma recreativa tras la prohibición del MDMA en EE. UU. en 1985, extendiéndose aún más por el auge del comercio de drogas online, en concreto en el mercado de las nuevas drogas de síntesis (research chemicals o legal highs en inglés).  Posteriormente fueron sintetizándose otros compuestos de la serie como 2C-E, 2C-T-2, 2C-T-7, 2C-I, etc. (Shulgin y Shulgin, 1991). La sustancia está creciendo en popularidad en el Reino Unido.
El término «cocaína rosa» que se le dio al 2C-B en algunos medios se debe a su presentación en forma de polvo de este color y a la manera de consumo por vías respiratorias. Asimismo, las sustancias a las que se les da el nombre de «tusi», «tussi b» o «tusibí» y que supuestamente son 2C-B, muchas veces presentan cantidades mínimas o bien no contienen 2C-B (Nexus). Sino una mezcla impredecible de otras sustancias, normalmente Ketamina, MDMA u otros estimulantes.
Es por esto que el Tusibí o Tusi no es una sustancia que en su proceso de síntesis desemboca en una molécula con características únicas, sino que es un preparado de varias sustancias, por lo que sus componentes y efectos a corto y mediano plazo pueden variar dependiendo de la persona que lo “cocine” y de los compuestos químicos que utilice.

## Historia
El 2C-B fue sintetizado por primera vez por el bioquímico americano Alexander Shulgin en 1974. Esta droga se esparció rápidamente por EEUU y Europa. Llegó a Latinoamérica en los años 2000 de la mano del auge del éxtasis y las nuevas sustancias psicoactivas (NSP), un fenómeno global que incluye diferentes grupos de sustancias con características variables, al igual que su mecanismo de acción y efectos sobre el sistema nervioso central (SNC).
En Medellín (Colombia), un hombre conocido como "Alejo Tusi" fabricó un sucedáneo de esta droga en la cual incorporó varios componentes entre los que no estaba el 2C-B, y que dieron como resultado un cocktail bautizado como Tusibí, una droga que se popularizó rápidamente en la clase alta de la sociedad colombiana desde el año 2000 al ser un producto de exclusivo de difícil acceso a las personas del común por su precio elevado, en comparación con las drogas tradicionales, y la imposibilidad de conseguirla sin tener los contactos adecuados.
El "Tusi" se empezó a comercializar en la ciudad de Medellín de manera orgánica en los clubes y discotecas más reconocidos de la ciudad, compitiendo con las drogas que reinaban a precios hasta 15 veces más altos, por lo que los vendedores fueron obligados a abandonar la capital antioqueña.
Bogotá se hizo el destino perfecto para continuar la distribución de la nueva sustancia durante el año 2008, puesto que al ser la capital tenía una vida nocturna agitada y un excelente poder adquisitivo que la popularizó aún más, lo que llevó a ampliar el grupo de consumidores y vendedores bajo la misma estructura. 
El consumo se masificó en Colombia a finales del año 2012 con el término Cocaína Rosada debido al cubrimiento mediático de  reconocidos medios de comunicación colombianos que la catalogaron como la droga sintética de moda. 
Los narcotraficantes tradicionales notaron el acelerado aumento de consumidores para el polvo rosa, por lo que comenzaron una disputa con los vendedores para quedarse con la receta o un porcentaje de ganancia sobre esta nueva sustancia. 
Uno de los narcotraficantes, Hector Mario Urdinola alias ‘Chicho’, después de meses en la guerra por obtener ganancias sobre el Tusi consiguió que un trabajador del otro grupo le revelara algunos de los componentes que se utilizaban para realizar la mezcla, obteniendo el monopolio por más de un año.
Además de esto, el grupo de vendedores originales tuvo un gran golpe en su organización cuando 16 de sus integrantes fueron capturados y puestos a disposición de la Fiscalía General de la Nación por los delitos de concierto para delinquir agravado y fabricación, tráfico o porte de estupefacientes o  drogas sintéticas en el país. 
Durante ese tiempo el extrabajador de "Alejo Tusi", aprovechando el momento de crisis, comenzó a vender la supuesta fórmula a diferentes organizaciones criminales del país para que estas se lucraran financieramente, por lo que la droga rosa fue cada vez más conocida, asequible y popular para toda la sociedad colombiana y el resto del mundo, aunque la receta original se mantuvo en secreto, por lo que cada grupo decidió agregar ciertos ingredientes que diferenciaran su producto. Algunos de estos ingredientes son altamente nocivos para la salud, debido a que crean farmacodependencia, efectos indeseados y hasta la muerte, pues en la carrera por obtener ganancias y nuevos clientes estas organizaciones pueden recurrir a ingredientes farmacéuticos y químicos  como la heroína, el fentanilo y la oxicodona, los opioides que han contribuido a más muertes por sobredosis en Estados Unidos, y que pueden ser altamente nocivos al ser combinados con otros elementos de los que se suele acompañar como el alcohol, cannabis, cocaína u otras drogas que hacen impredecibles los cuadros clínicos al sufrir modificaciones que los alejan de los toxíndromes esperados con los 2C (simpaticomimético, serotoninérgico y alucinógeno), pudiendo aparecer un toxíndrome sedante también.
No existe ningún caso documentado de muerte por sobredosis de Tusibí entre el año 2000 y el año 2012; sin embargo, después de este periodo se han experimentado múltiples muertes asociadas al consumo de diferentes mezclas no estandarizadas en cantidad ni composición, convirtiéndolo en un problema de salud pública en todo el mundo.
La sustancia puede ser testeada para determinar la presencia de Ketamina, que suele ser la base predominante del compuesto, otras NPS como el MDMA  o diferentes anfetaminas, cafeína, fármacos psiquiátricos e incluso hasta opiáceos sintéticos.

## Denominaciones
La 2C-B ha recibido numerosas denominaciones, como «a-desmetil-DOB», «BDMPEA», «bromo-mescalina», «MFT», «erox» (nombre que se dio al 2C-B al venderse de forma comercial por primera vez) y «nexus». En sus presentaciones en polvo también recibe el nombre de «superman» o «batman».

## Propiedades
La 2C-B es un agonista parcial selectivo de los receptores de serotonina 5-HT2A y 5-HT2C de baja eficacia, e inclusive un antagonista completo. Ello sugiere que el receptor 5-HT2C es el responsable primordial que media los efectos experimentados por los consumidores de 2-CB, aunque el antagonismo funcional de 5-HT2A o la activación de la 5-HT2A en conjunto con la fosfolipasa D podría también jugar un rol.

## Efectos
En la sustancia pura el rango de dosis oral varía entre 12 y 24 mg. Su uso por vía nasal muestra mayor potencia y una farmacocinética mucho más pronunciada y una duración más corta, aunque sus efectos sobre las mucosas son extremadamente dolorosos y podrían dañar los tejidos a largo plazo.
Produce efectos entre el LSD y la MDMA, pero no iguales a los producidos por la mezcla de estas dos sustancias. Sus efectos psicodélicos no son tan intensos como los del LSD, y es levemente menos estimulante que la MDMA. A dosis bajas predominan los efectos estimulantes y la sensación de bienestar, y los efectos psicodélicos se acrecientan a dosis más altas.
En el caso de consumo del tusibí o cocaína rosa, las manifestaciones clínicas variarán según la composición  real que tenga la mezcla de las sustancias contenidas en la muestra. La presencia de la ketamina es predominante y puede producir efectos sedantes y disociativos en relación con la dosis consumida. La presencia de otras NPS como MDMA o diferentes anfetaminas producirán efectos entactógenos, psicoestimulantes o alucinógenos según la sustancia con la toxicidad característica de cada una de ellas. La cafeína en dosis altas producirá los efectos estimulantes típicos, pero con probabilidad de efectos tóxicos característicos como hipertensión arterial, taquicardias y arritmias, ansiedad, insomnio, etc. Esta dosis de cafeína puede ser aún mayor si el consumo de la “cocaína rosa” se hace junto a bebidas energizantes. 
Es importante tener en cuenta que puede existir sumación de efectos tóxicos cardiovasculares y neurológicos por el consumo continuo o excesivo de sustancias con efectos simpaticomiméticos como sucedería con la “cocaína rosa” (MDMA, anfetaminas, cafeína, etc.)
Inicio de acción:
Los efectos tardan más en aparecer que los de la MDMA. Tras su ingesta, puede tardar entre 1 a 2,5 horas en hacer efecto. Tras su insuflación (que puede resultar más dolorosa que otras sustancias) los efectos tardan 5 a 7 minutos en aparecer.
Síntomas de toxicidad leve:
- Sensación de inquietud pasajera.
- Alucinaciones placenteras o malignas.
- Midriasis.
- Mareos.
- Taquicardia.
- Hipertensión.
- Ansiedad

Síntomas de toxicidad severa:
- Agitación severa.
- Convulsiones.
- Hipertermia maligna.
- Delirio.
- Psicosis.
- Depresión respiratoria.
- Coma.
- Arritmias ventriculares.

Duración:
Por insuflación:
- Los efectos pueden durar entre 2 a 4 horas.

Por ingesta:
- Los efectos pueden durar entre 2 y 8 horas. En algunos casos suelen transcurrir unas 8-10 horas desde la ingesta hasta que se retorna al estado inicial, siempre dependiendo de la dosis y de la persona.

Posología
- Dosis habitual: entre 5 y 20 mg por vía oral.
- Dosis baja: hasta los 10 miligramos.
- Dosis moderada: desde los 10 a los 24 miligramos.
- Dosis alta: de 25 a 40 miligramos